# ホセ・コルドバ
ホセ・アンヘル・コルドバ・チェンバース（José Ángel Córdoba Chambers, 2001年6月3日 - ）は、パナマ・パナマ市出身のサッカー選手。EFLチャンピオンシップ・ノリッジ・シティFC所属。ポジションはDF。

## クラブ経歴

### 地元時代
2018年に自国リーグリーガ・パナメーニャのインデペンディエンテFCでプロデビューすると、2020年シーズン途中までプレーし、同年夏にセルタ・デ・ビーゴのカンテラに入団。同年末まで所属。

### SFKエタル
2021年1月9日、SFKエタル・ヴェリコ・タルノヴォと契約。加入後先発で起用され、最終ラインで奮闘するも、チームは2020-21シーズン14位に終わり、2部リーグに降格。

### レフスキ・ソフィア
2021年9月7日、PFCレフスキ・ソフィアに買取オプション付きのローン移籍で加入した事を発表。加入後即先発に定着。2022年4月5日にはレフスキ・ソフィアへの完全移籍が決まり、2025年までの契約を締結。同シーズンは国内カップ戦ブルガリア÷カップ}です優勝を経験。以降のシーズンもチームの最終ラインで活躍した。

### ノリッジ・シティ
2024年6月24日、ノリッジ・シティFCへの移籍が発表された。

## 代表歴
2022年3月に2022 FIFAワールドカップ・北中米カリブ海3次予選に向けてのパナマ代表に選出。しかし、同予選では5位に終わり、前大会に続く連続出場とはならず。2024年にはコパ・アメリカ2024に出場。開催国のアメリカやウルグアイなどが同居するグループCで2位に入り、決勝トーナメント進出に貢献した。